# Aldrup
Aldrup ist ein Ortsteil der Stadt Wildeshausen im niedersächsischen Landkreis Oldenburg.

## Geographie
Die Bauerschaft Aldrup liegt etwa acht Kilometer südlich des Wildeshauser Stadtzentrums. Sie gehört zu der das Kerngebiet umgebenden sogenannten Landgemeinde Wildeshausen. Die Landesstraße 882 passiert die Ortschaft in etwa 1 km westlicher Entfernung. Der Denghauser Mühlbach, ein linker Nebenfluss der Hunte, verläuft am westlichen Ortsrand.

## Geschichte
Am 1. Januar 2017 hatte der Ort 30 Einwohner.

## Wirtschaft
Aldrup ist ein Produktionsstandort des Unternehmens Agrarfrost (Kartoffelprodukte).